# San Francisco de Asís, Pantelhó
San Francisco de Asís är en ort i Mexiko.   Den ligger i kommunen Pantelhó och delstaten Chiapas, i den sydöstra delen av landet, 800 km öster om huvudstaden Mexico City. San Francisco de Asís ligger 1 036 meter över havet och antalet invånare är 115.
Terrängen runt San Francisco de Asís är kuperad åt sydväst, men åt nordost är den bergig. Runt San Francisco de Asís är det ganska tätbefolkat, med 96 invånare per kvadratkilometer. Närmaste större samhälle är Pantelhó, 7,0 km sydost om San Francisco de Asís. Omgivningarna runt San Francisco de Asís är en mosaik av jordbruksmark och naturlig växtlighet.